# 오스틴 세인트 존
오스틴 세인트 존(영어: Austin St. John, 1975년 9월 17일 ~ )은 미국의 배우이다. 《마이티 모핀 파워레인저》의 제이슨 리 스콧 역으로 잘 알려져 있다.

## 출연 작품
- 기프트 오브 더 하트 (2017)
- 풋스텝 (2003)
- 무적 파워 레인저 (1997) 제이슨 리 스콧 역
- 마이티 모핀 파워레인저 (1993) 제이슨 리 스콧 역